# Roeselia lignifera
Roeselia lignifera är en fjärilsart som beskrevs av Walker 1862. Roeselia lignifera ingår i släktet Roeselia och familjen trågspinnare. Inga underarter finns listade.